# Glyndebourne Festival Opera

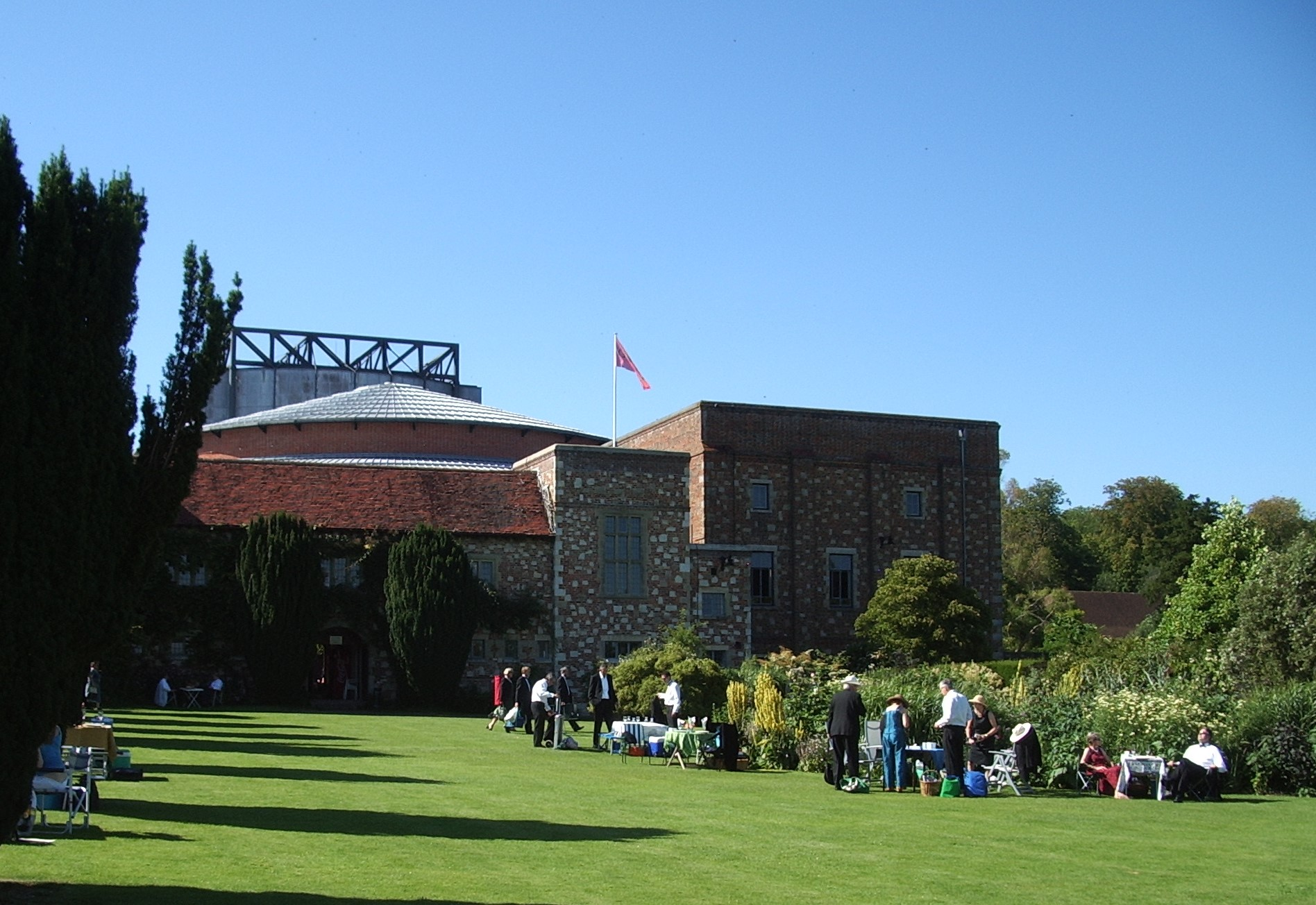
Die neue Glyndebourne Festival Opera im Jahr 2007

Das Opernhaus von Glyndebourne [ˈglaɪndbɔːn] (Glyndebourne Festival Opera) wurde 1933 auf dem Grundstück eines ehemaligen Landhauses in Sussex (England) von John Christie (1882–1962) gebaut. Mit dem deutschen Dirigenten Fritz Busch und dem deutschen Schauspieler und Regisseur Carl Ebert gründete er dort die Glyndebourne Festival Opera, die am 28. Mai 1934 eröffnet wurde. Sie entwickelte sich binnen kurzem zu „einer der bedeutendsten kleinen Opernbühnen der Welt“.

## Geschichte

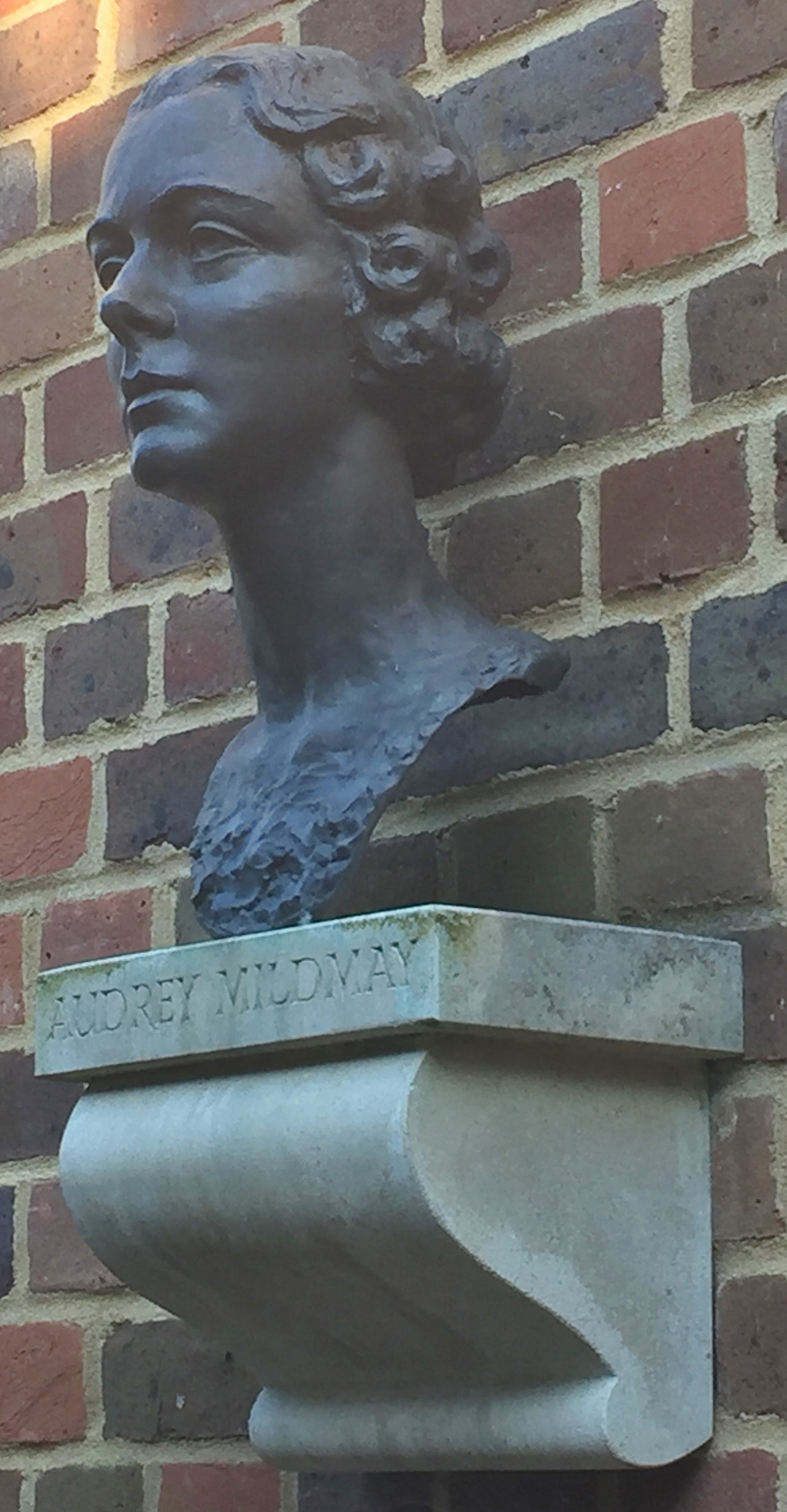
Büste von Audrey Mildmay in Glyndebourne

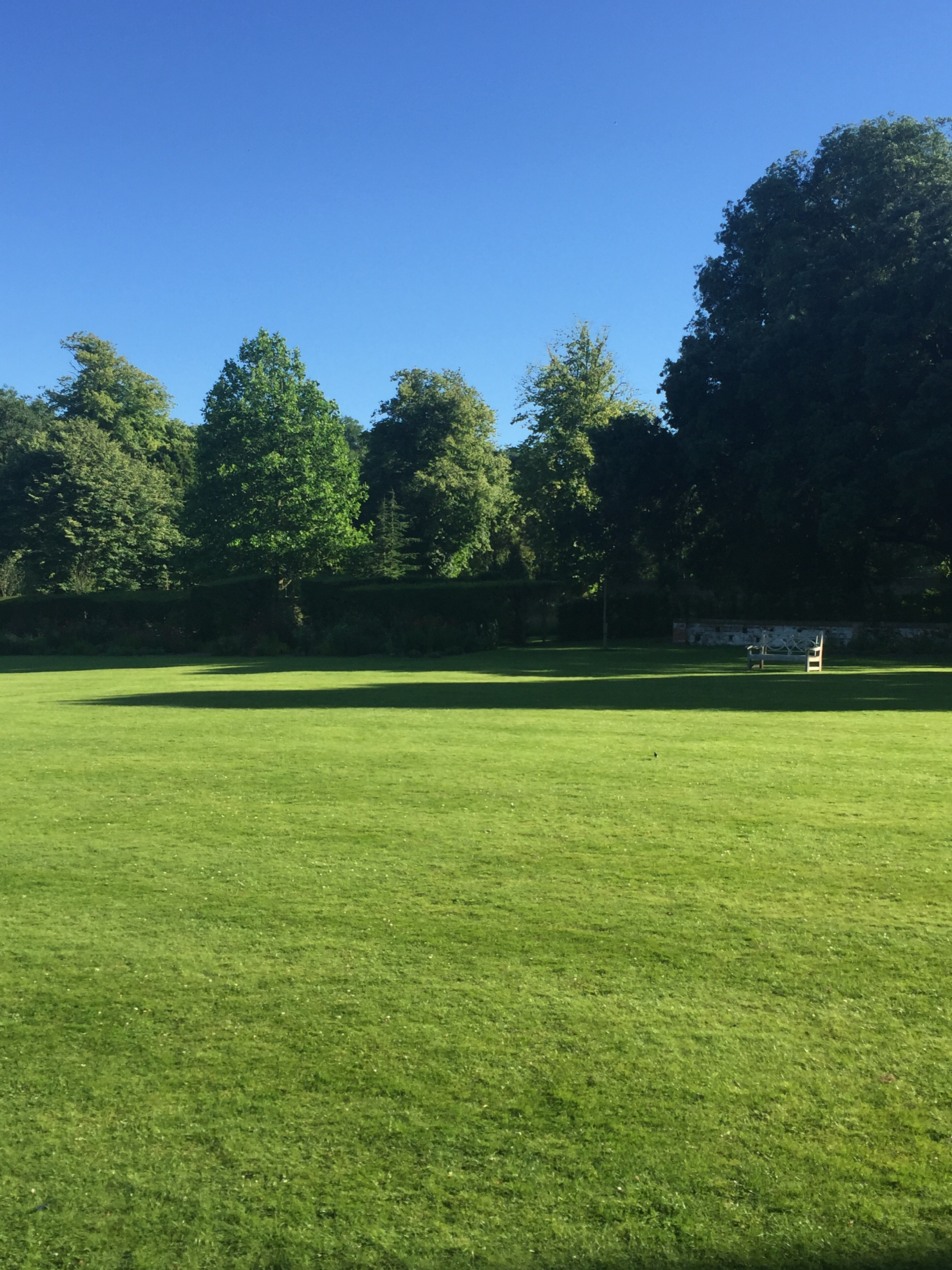
Die Gartenanlage von Glyndebourne

Der Gründer des Festivals, John Christie, war ein wohlhabender Landbesitzer und Musikfreund, der schon vorher in seinem aus dem 16. Jahrhundert stammenden Landhaus private musikalische Abende gegeben hatte. 1920 hatte er sein Haus um einen großen Orgelraum erweitert. Christies besondere Liebe galt der Oper. Seiner Ansicht nach war das Kunstwerk Oper auf den Britischen Inseln „nicht existent“. 1931 heiratete er die Sopranistin Audrey Mildmay, mit der er die Salzburger und Bayreuther Festspiele besuchte. Sie bestärkte ihn in dem Plan, für ein eigenes Festival mit Schwerpunkt im Mozart-Repertoire auf dem Landsitz ein kleines Opernhaus mit 300 Sitzplätzen zu bauen. Aber es fehlten noch die künstlerischen Macher eines Opernhauses – ein musikalischer Leiter und ein Regisseur. Zuerst hatte Christie versucht, Thomas Beecham und das London Symphony Orchestra für sein Vorhaben zu gewinnen. Aber Beecham sagte ab. Er hatte sich selbst schon mit einem eigenen Opernhaus ruiniert. Außerdem fürchtete er, Christie sei nur another rich man trying to make his wife a star.
Da traf es sich gut, dass zwei Emigranten aus Deutschland für eine neue Beschäftigung frei waren, die im Opernfach sehr renommiert waren. Sie hatten sich, unter anderem, 1932 an der Städtischen Oper in Berlin mit einer qualitativ hervorragenden Inszenierung von Verdis Maskenball hervorgetan. Der eine war der Dirigent und -aufgrund seiner frühzeitigen Emigration- ehemaliger Generalmusikdirektor der Dresdener Semperoper Fritz Busch, der andere sein Freund und Intendant der Städtischen Oper Berlin Carl Ebert. Beide wurden nach der Machtergreifung 1933 Opfer von Verfolgung durch die SA, weil sie sich u. a. weigerten, bei der Vertreibung von jüdischen Musikern und anderen Verbrechen der NS-Zeit mitzumachen. Fritz Busch und Carl Ebert wollten qualitativ herausragende Opern produzieren, und sie überzeugten Christie, diesem Qualitätsanspruch zu folgen. Die drei und der dazugestossene Emigrant Rudolf Bing, der auf Fritz Buschs Wunsch hin als Manager eingestellt wurde, wurden sich einig und gründeten die Glyndebourne Festival Opera; Rudolf Bing übernahm die Intendanz. Das erste Festival wurde am 28. Mai 1934 mit Mozarts Hochzeit des Figaro, gefolgt von Così fan tutte, eröffnet. Es dauerte sechs Wochen. Alle Aufführungen der beiden Inszenierungen waren nahezu ausverkauft. Mozart blieb auch weiterhin das bevorzugte Repertoire in Glyndebourne. Ab den 1960er Jahren war einer der Schwerpunkte die Barockoper (Raymond Leppard).
Während des Zweiten Weltkriegs wurde nicht gespielt, das Haus beherbergte damals aus London evakuierte Kinder. 1952 wurde die Glyndebourne Festival Society gegründet, die das Management von John Christie übernahm. Nach dessen Tod 1962 übernahm sein Sohn, der spätere Sir George Christie, und ab 2000 dessen Sohn Gus Christie die Leitung des Aufsichtsrates. Im November 2015 wurde der deutsche Opernmanager Sebastian F. Schwarz (bislang am Theater an der Wien) als neuer Generaldirektor ab Mai 2016 berufen. Im März 2018 trat dieser von seinem Amt zurück und leitete anschließend das Königliche Opernhaus von Turin, das Teatro Regio di Torino. Seit Sommer 2019 hat Stephen Langridge das Amt inne.
Glyndebourne liegt vier Meilen von Lewes entfernt, zwei Autostunden von London, östlich von Brighton.
Im Sommer ist das Festival ein beliebter Anziehungspunkt für Opernfreunde, die die langen Aufführungspausen (die längste anderthalb Stunden) traditionell dazu nutzen, ein Picknick im Park zu veranstalten. Gepicknickt wird allerdings auf hohem Niveau in Abendgarderobe (Smoking/Dinner-Jacket) und mit ausgesuchtem Menü.

## Architektonische Umgestaltung in den 1990er Jahren
Im Laufe der Jahre wurde das Gebäude-Ensemble immer wieder provisorisch erweitert (1936 433 Sitzplätze, 1952 ca. 600, 1977 850). In einem Gutachten aus dem Jahr 1989 mit dem Titel Glyndebourne: Building an independent future wurde der Neubau eines größeren Opernhauses gefordert, mit der Begründung, dass hierdurch die Zukunft der Oper gesichert und neue Einnahmequellen erschlossen würden.
Die Aufgabe der Architekten Patty und Michael Hopkins war es, die Sitzkapazität um 50 Prozent zu erhöhen (auf 1200), eine größere Bühne und Hinterbühne zu bauen, ohne dass die intime Atmosphäre durch ein großes Volumen zerstört wird. Zudem sollte sich das Gebäude an den Kontext des neoelisabethanischen Herrenhauses anfügen.
Hopkins and Partners sahen eine tiefgreifende Umgestaltung der Anlage vor, wobei die bestehenden Gebäude so weit wie möglich erhalten bleiben sollten. Das Opernhaus sollte abgerissen und durch ein völlig neues Gebäude ersetzt werden. Bei genauerer Untersuchung wurde festgestellt, dass die bisherige Raumaufteilung eher verwirrend war, insbesondere der Vorplatz und das Bühnenhaus. Als Lösung wurde vorgeschlagen, das gesamte Gebäude um 180° zu drehen.
Daraus ergaben sich mehrere entscheidende Vorteile. Erstens konnte der Neubau den Konturen des hier leicht ansteigenden Geländes angepasst und damit besser in die Landschaft integriert werden. Zweitens konnte der massive Bühnenturm zurückversetzt werden, so dass er das ursprüngliche Landhaus nicht mehr optisch erdrückte. Drittens war es möglich, das neue Foyer so zu konzipieren, dass es nicht mehr an der Straße liegt, sondern sich zum Garten hin öffnet, in dem traditionell die Picknicks stattfinden. Und schließlich konnte das Kulissenmagazin in eine deutlich markierte „Gewerbezone“ abseits der Publikumsbereiche integriert werden.
Der Entwurf für den Neubau sah einen geschlossenen dreigeschossigen Baukörper mit ovalem Grundriss und flachem Satteldach vor. Der traditionelle hufeisenförmige Zuschauerraum befindet sich in einer kreisrunden Trommel, die über das Hauptdach hinausragt und mit dem Bühnenturm verbunden ist. Die Eingangsseite des Gebäudes wird ebenerdig von Kolonnaden eingefasst, die sich entlang der Hauptachse sternförmig erweitern und ein neues glasüberdachtes Foyer bilden, welches den Neubau mit dem im ehemaligen Bühnenhaus eingerichteten Restaurant verbindet. Am anderen Ende des Opernhauses stehen in einem halbrunden Raum hinter der Bühne und dem Bühnenturm rund 700 m² Werkstatt- und Lagerräume zur Verfügung, die wiederum sternförmig mit dem Kulissentor und einem selbständigen schallgedämmten Probenraum verbunden sind. Die Verwaltungs- und Produktionsbüros sind um das Bühnenhaus herum angeordnet; ihre Fensteröffnungen beleben diesen ansonsten schmucklosen, glatten Gebäudeblock. Gleichzeitig fungieren diese Räumlichkeiten als akustische Pufferzone für den Zuschauerraum. Die Menschen, die das ganze Jahr über in Glyndebourne arbeiten, bekommen genug Tageslicht und frische Luft. Der Ausblick auf die Umgebung wird ihnen ebenfalls ermöglicht. Garderoben, Technikräume, Lager und Werkstätten sind im Kellergeschoss untergebracht.
Die Außenwand des Opernhauses besteht aus Ziegeln, die nicht nur als Verkleidung dienen, sondern eine tragende Mauer mit massiven vorspringenden Pfeilern und flachen Bögen bilden – ein anschauliches Beispiel dafür, wie der architektonische Charakter der Bauten von Hopkins sich immer auf natürliche Weise aus der konstruktiven Funktion der einzelnen Elemente ergibt.
1992 wurde mit dem Bau unter dem Sohn des Gründers John Christie, George Christie, begonnen, weswegen die Festspiele 1993 ausfielen. Die Kosten für den Umbau von 34 Millionen Pfund wurden fast ganz durch Spenden aufgebracht. Die Spender erhielten dafür die Verfügung über etwa ein Drittel der Sitzplätze.

## Aufführungen

### Aufführungen unter der Gesamtleitung von Fritz Busch, 1934 bis 1951
| Jahr   | Oper                                     | Komponist                                | Besetzung | Dirigent                                                         | Regisseur                                | Bühnenentwurf/Kostüm                     |
| ------ | ---------------------------------------- | ---------------------------------------- | --- | ---------------------------------------------------------------- | ---------------------------------------- | ---------------------------------------- |
| 1934   | Così fan tutte                           | Mozart                                   | Ina Souez (Fiordiligi), Luise Helletsgruber (Dorabella), Heddle Nash (Ferrando), Willi Domgraf-Fassbaender (Guglielmo), Irene Eisinger (Despina), Vincenzo Bettoni (Don Alfonso)                                                                   | Fritz Busch                                                      | Carl Ebert                               | Hamish Wilson/Ann Litherland             |
| 1934   | Die Hochzeit des Figaro                  | Mozart                                   | Willi Domgraf-Fassbaender (Figaro), Audrey Mildmay (Susanna), Roy Henderson (Graf), Aulikki Rautawaara (Gräfin), Luise Helletsgruber/Lucie Manén (Cherubino)                                                                                       | Fritz Busch                                                      | Carl Ebert                               | Hamish Wilson/Ann Litherland             |
| 1935   | Die Hochzeit des Figaro                  | Mozart                                   | Willi Domgraf-Fassbaender (Figaro), Audrey Mildmay (Susanna), Roy Henderson (Graf), Aulikki Rautawaara (Gräfin), Luise Helletsgruber (Cherubino)                                                                                                   | Fritz Busch/Hans Oppenheim                                       | Revival der 1934 Aufführung              | Revival der 1934 Aufführung              |
| 1935   | Die Entführung aus dem Serail            | Mozart                                   | Noel Eadie (Konstanze), Walther Ludwig (Belmonte), Ivar Andrésen (Osmin), Irene Eisinger (Blonde), Heddle Nash (Pedrillo) | Fritz Busch                                                      | Carl Ebert                               | Hamish Wilson/Ann Litherland             |
| 1935   | Die Zauberflöte                          | Mozart                                   | Walther Ludwig (Tamino), Aulikki Rautawaara (Pamina), Willi Domgraf-Fassbaender (Papageno), Ivar Andrésen (Sarastro), Mìla Kočová/Noel Eadie (Königin der Nacht)                                                                                   | Fritz Busch                                                      | Carl Ebert                               | Hamish Wilson                            |
| 1935   | Così fan tutte                           | Mozart                                   | Ina Souez (Fiordiligi), Luise Helletsgruber (Dorabella), Heddle Nash (Ferrando), Willi Domgraf-Fassbaender (Guglielmo), Irene Eisinger (Despina), John Brownlee (Don Alfonso)                                                                      | Fritz Busch                                                      | Revival der 1934 Aufführung              | Revival der 1934 Aufführung              |
| 1936   | Don Giovanni                             | Mozart                                   | John Brownlee (Don Giovanni), Ina Souez (Donna Anna), Luise Helletsgruber (Donna Elvira), Salvatore Baccaloni (Leporello), Koloman von Pataky (Don Ottavio)                                                                                        | Fritz Busch                                                      | Carl Ebert                               | Hamish Wilson/Hein Heckroth              |
| 1936   | Die Hochzeit des Figaro                  | Mozart                                   | Mariano Stabile (Figaro), Audrey Mildmay (Susanna), John Brownlee (Graf), Aulikki Rautawaara (Gräfin), Luise Helletsgruber (Cherubino) | Fritz Busch                                                      | Revival der 1934 Aufführung              | Revival der 1934 Aufführung              |
| 1936   | Die Entführung aus dem Serail            | Mozart                                   | Julia Moor (Konstanze), Koloman von Pataky (Belmonte), Salvatore Baccaloni (Osmin), Irma Beilke (Blonde), Heddle Nash (Pedrillo) | Fritz Busch                                                      | Revival der 1935 Aufführung              | Revival der 1935 Aufführung              |
| 1936   | Così fan tutte                           | Mozart                                   | Ina Souez (Fiordiligi), Luise Helletsgruber (Dorabella), Heddle Nash (Ferrando), Roy Henderson (Guglielmo), Tatiana Menotti (Despina), John Brownlee (Don Alfonso)                                                                                 | Fritz Busch                                                      | Revival der 1934 Aufführung              | Revival der 1934 Aufführung              |
| 1936   | Die Zauberflöte                          | Mozart                                   | Thorkild Noval (Tamino), Aulikki Rautawaara (Pamina), Roy Henderson (Papageno), Alexander Kipnis (Sarastro), Noel Eadie/Julia Moor (Königin der Nacht)                                                                                             | Fritz Busch/Hans Oppenheim                                       | Revival der 1935 Aufführung              | Revival der 1935 Aufführung              |
| 1937   | Don Giovanni                             | Mozart                                   | John Brownlee (Don Giovanni), Ina Souez (Donna Anna), Luise Helletsgruber (Donna Elvira), Salvatore Baccaloni (Leporello), Dino Borgioli (Don Ottavio)                                                                                             | Fritz Busch                                                      | Revival der 1936 Aufführung              | Revival der 1936 Aufführung              |
| 1937   | Die Entführung aus dem Serail            | Mozart                                   | Margherita Perras (Konstanze), Eric Starling (Belmonte), Herbert Alsen (Osmin), Irene Eisinger (Blonde), Heddle Nash (Pedrillo) | Fritz Busch                                                      | Revival der 1935 Aufführung              | Revival der 1935 Aufführung              |
| 1937   | Così fan tutte                           | Mozart                                   | Ina Souez (Fiordiligi), Luise Helletsgruber (Dorabella), Heddle Nash (Ferrando), Willi Domgraf-Fassbaender/Roy Henderson (Guglielmo), Irene Eisinger (Despina), John Brownlee/Salvatore Baccaloni (Don Alfonso)                                    | Fritz Busch                                                      | Revival der 1934 Aufführung              | Revival der 1934 Aufführung              |
| 1937   | Die Hochzeit des Figaro                  | Mozart                                   | Willi Domgraf-Fassbaender (Figaro), Irene Eisinger (Susanna), John Brownlee (Graf), Aulikki Rautawaara (Gräfin), Marita Farell (Cherubino) | Fritz Busch                                                      | Revival der 1934 Aufführung              | Revival der 1934 Aufführung              |
| 1937   | Die Zauberflöte                          | Mozart                                   | Thorkild Noval (Tamino), Aulikki Rautawaara (Pamina), Roy Henderson (Papageno), Herbert Alsen/David Franklin (Sarastro), Sinäda Lissitschkina (Königin der Nacht)                                                                                  | Fritz Busch                                                      | Revival der 1935 Aufführung              | Revival der 1935 Aufführung              |
| 1938   | Macbeth                                  | Verdi                                    | Francesco Valentino (Macbeth), Vera Schwarz (Lady Macbeth), David Lloyd (Macduff) | Fritz Busch                                                      | Carl Ebert                               | Caspar Neher                             |
| 1938   | Don Giovanni                             | Mozart                                   | John Brownlee (Don Giovanni), Ina Souez (Donna Anna), Luise Helletsgruber (Donna Elvira), Salvatore Baccaloni (Leporello), Dino Borgioli (Don Ottavio)                                                                                             | Fritz Busch/Alberto Erede                                        | Revival der 1936 Aufführung              | Revival der 1936 Aufführung              |
| 1938   | Così fan tutte                           | Mozart                                   | Ina Souez (Fiordiligi), Luise Helletsgruber (Dorabella), Heddle Nash (Ferrando), Roy Henderson (Guglielmo), Irene Eisinger (Despina), John Brownlee (Don Alfonso)                                                                                  | Fritz Busch                                                      | Revival der 1934 Aufführung              | Revival der 1934 Aufführung              |
| 1938   | Die Hochzeit des Figaro                  | Mozart                                   | Mariano Stabile (Figaro), Audrey Mildmay/Irene Eisinger (Susanna), John Brownlee (Graf), Aulikki Rautawaara (Gräfin), Marita Farell (Cherubino) | Fritz Busch/Alberto Erede                                        | Revival der 1934 Aufführung              | Revival der 1934 Aufführung              |
| 1938   | Don Pasquale                             | Donizetti                                | Salvatore Baccaloni (Pasquale), Dino Borgioli (Ernesto), Audrey Mildmay (Norina), Mariano Stabile (Malatesta) | Fritz Busch                                                      | Carl Ebert                               | Hamish Wilson/Kenneth Green              |
| 1939   | Don Giovanni                             | Mozart                                   | John Brownlee (Don Giovanni), Ina Souez (Donna Anna), Hella Toros (Donna Elvira), Salvatore Baccaloni (Leporello), David Lloyd/Dino Borgioli (Don Ottavio)                                                                                         | Fritz Busch/Alberto Erede                                        | Revival der 1936 Aufführung              | Revival der 1936 Aufführung              |
| 1939   | Don Pasquale                             | Donizetti                                | Salvatore Baccaloni (Pasquale), Luigi Fort (Ernesto), Audrey Mildmay (Norina), Mariano Stabile (Malatesta) | Fritz Busch                                                      | Revival der 1938 Aufführung              | Revival der 1938 Aufführung              |
| 1939   | Macbeth                                  | Verdi                                    | Francesco Valentino (Macbeth), Margherita Grandi (Lady Macbeth), David Lloyd (Macduff) | Fritz Busch                                                      | Revival der 1938 Aufführung              | Revival der 1938 Aufführung              |
| 1939   | Così fan tutte                           | Mozart                                   | Ina Souez (Fiordiligi), Risë Stevens (Dorabella), Gino del Signore (Ferrando), Roy Henderson (Guglielmo), Irene Eisinger (Despina), John Brownlee (Don Alfonso)                                                                                    | Fritz Busch                                                      | Revival der 1934 Aufführung              | Revival der 1934 Aufführung              |
| 1939   | Die Hochzeit des Figaro                  | Mozart                                   | Mariano Stabile (Figaro), Audrey Mildmay/Irene Eisinger (Susanna), John Brownlee (Graf), Maria Markan (Grafess), Risë Stevens (Cherubino) | Fritz Busch/Alberto Erede                                        | Revival der 1934 Aufführung              | Revival der 1934 Aufführung              |
| 1940   | The Beggar’s Opera                       | Pepusch                                  | Michael Redgrave (Macheath), Audrey Mildmay/Irene Eisinger (Polly), Roy Henderson (Peachum), Constance Willis/Elsie French (Mrs Peachum), Joseph Farrington (Lockit), Linda Gray (Lucy)                                                            | Frederic Austin/Anthony Bernard/Michael Mudie                    | John Gielgud                             | Motley Theatre Design Group              |
| 1941/5 | Theater im Zweiten Weltkrieg geschlossen | Theater im Zweiten Weltkrieg geschlossen | Theater im Zweiten Weltkrieg geschlossen | Theater im Zweiten Weltkrieg geschlossen                         | Theater im Zweiten Weltkrieg geschlossen | Theater im Zweiten Weltkrieg geschlossen |
| 1946   | The Rape of Lucretia                     | Britten                                  | Kathleen Ferrier/Nancy Evans (Lucretia), Otakar Kraus/Frank Rogier (Tarquinius), Peter Pears/Aksel Schiøtz (Männerchor), Joan Cross/Flora Nielson (Frauenchor), Norman Walker/Owen Brannigan (Collatinus), Edmund Donlevy/Frederick Sharp (Junius) | Ernest Ansermet/Reginald Goodall/Hans Oppenheim/Benjamin Britten | Eric Crozier                             | John Piper                               |
| 1947   | Orfeo ed Euridice                        | Gluck                                    | Kathleen Ferrier (Orfeo), Ann Ayars (Euridice), Zoë Vlachopoulos | Fritz Stiedry                                                    | Carl Ebert                               | Joseph Carl                              |
| 1947   | Albert Herring                           | Britten                                  | Peter Pears (Albert), Joan Cross (Lady Billows), Frederick Sharp/Denis Dowling (Sid), Nancy Evans/Catherine Lawson (Nancy), Betsy de la Porte (Mrs Herring)                                                                                        | Benjamin Britten/Ivan Clayton                                    | Frederick Ashton                         | John Piper                               |
| 1947   | Macbeth                                  | Verdi                                    | Francesco Valentino (Macbeth), Margherita Grandi (Lady Macbeth), Walter Midgley (Macduff) | Berthold Goldschmidt                                             | Revival der 1938 Aufführung              | Revival der 1938 Aufführung              |
| 1947   | Die Hochzeit des Figaro                  | Mozart                                   | Italo Tajo (Figaro), Tatiana Menotti/Ayhan Alnar (Susanna), John Brownlee (Graf), Eleanor Steber (Gräfin), Giulietta Simionato (Cherubino) | Walter Susskind/Renato Cellini                                   | Revival der 1934 Aufführung              | Revival der 1934 Aufführung              |
| 1948   | Don Giovanni                             | Mozart                                   | Paolo Silveri (Don Giovanni), Ljuba Welitsch (Donna Anna), Christina Carroll (Donna Elvira), Vito de Taranto (Leporello), Richard Lewis (Don Ottavio)                                                                                              | Rafael Kubelík                                                   | Revival der 1936 Aufführung              | Revival der 1936 Aufführung              |
| 1948   | Così fan tutte                           | Mozart                                   | Suzanne Danco (Fiordiligi), Eugenia Zareska (Dorabella), Petre Munteanu (Ferrando), Erich Kunz (Guglielmo), Hilde Güden (Despina), Mariano Stabile (Don Alfonso)                                                                                   | Vittorio Gui                                                     | Carl Ebert                               | Rolf Gérard                              |
| 1949   | Un ballo in maschera                     | Verdi                                    | Mirto Picchi (Riccardo), Ljuba Welitsch/Margherita Grandi (Amelia), Paolo Silveri (Renato), Alda Noni (Oscar), Jean Watson/Amalia Pini (Ulrica) | Vittorio Gui/Hans Oppenheim                                      | Carl Ebert                               | Caspar Neher                             |
| 1949   | Così fan tutte                           | Mozart                                   | Suzanne Danco (Fiordiligi), Sena Jurinac (Dorabella), Petre Munteanu (Ferrando), Marko Rothmüller (Guglielmo), Irene Eisinger (Despina), John Brownlee (Don Alfonso)                                                                               | Vittorio Gui/Hans Oppenheim                                      | Revival der 1948 Aufführung              | Revival der 1948 Aufführung              |
| 1950   | Die Entführung aus dem Serail            | Mozart                                   | Ilse Hollweg (Konstanze), Richard Holm (Belmonte), Endre Koréh (Osmin), Alda Noni (Blonde), Murray Dickie (Pedrillo) | Fritz Busch                                                      | Carl Ebert                               | Rolf Gérard                              |
| 1950   | Così fan tutte                           | Mozart                                   | Sena Jurinac (Fiordiligi), Blanche Thebom (Dorabella), Richard Lewis (Ferrando), Erich Kunz/Geraint Evans (Guglielmo), Alda Noni (Despina), Mario Borriello (Don Alfonso)                                                                          | Fritz Busch                                                      | Revival der 1948 Aufführung              | Revival der 1948 Aufführung              |
| 1950   | Die Hochzeit des Figaro                  | Mozart                                   | George London (Figaro), Elfride Troetschel (Susanna), Marko Rothmüller (Graf), Clara Ebers (Gräfin), Sena Jurinac (Cherubino) | Ferenc Fricsay                                                   | Carl Ebert                               | Rolf Gérard                              |
| 1950   | Ariadne auf Naxos                        | Strauss                                  | Hilde Zadek (Ariadne), Ilse Hollweg (Zerbinetta), Peter Anders (Bacchus), Douglas Craig (Harlekin) | Thomas Beecham                                                   | Carl Ebert                               | Oliver Messel                            |
| 1951   | Idomeneo                                 | Mozart                                   | Richard Lewis (Idomeneo), Léopold Simoneau (Idamante), Sena Jurinac (Ilia), Birgit Nilsson (Elettra) | Fritz Busch/John Pritchard                                       | Carl Ebert                               | Oliver Messel                            |
| 1951   | Die Hochzeit des Figaro                  | Mozart                                   | Alois Pernerstorfer (Figaro), Genevieve Warner (Susanna), Alfred Poell (Graf), Lisa della Casa (Gräfin), Dorothy MacNeil (Cherubino) | Fritz Busch/John Pritchard                                       | Revival der 1950 Aufführung              | Revival der 1950 Aufführung              |
| 1951   | Così fan tutte                           | Mozart                                   | Sena Jurinac (Fiordiligi), Alice Howland (Dorabella), Richard Lewis (Ferrando), Marko Rothmüller (Guglielmo), Isa Quensel (Despina), Sesto Bruscantini (Don Alfonso)                                                                               | Fritz Busch/John Pritchard                                       | Revival der 1948 Aufführung              | Revival der 1948 Aufführung              |
| 1951   | Don Giovanni                             | Mozart                                   | Mario Petri (Don Giovanni), Hilde Zadek (Donna Anna), Suzanne Danco (Donna Elvira), Alois Pernerstorfer (Leporello), Léopold Simoneau (Don Ottavio)                                                                                                | Fritz Busch/John Pritchard                                       | Carl Ebert                               | John Piper                               |
| 1951   | La forza del destino                     | Verdi                                    | Walburga Wegner (Leonora), David Poleri (Don Alvaro), Marko Rothmüller (Don Carlo), Bruce Dargavel (Padre Guardiano), Mildred Miller (Preziosilla), Owen Brannigan (Fra Melitone)                                                                  | Fritz Busch                                                      | Carl Ebert                               | Leslie Hurry                             |
| 1951   | Don Giovanni                             | Mozart                                   | Mario Petri (Don Giovanni), Hilde Zadek (Donna Anna), Dorothy MacNeil (Donna Elvira), Alois Pernerstorfer/Owen Brannigan (Leporello), Léopold Simoneau (Don Ottavio)                                                                               | Fritz Busch/John Pritchard                                       | Revival der 1951 Glyndebourne Aufführung | Revival der 1951 Glyndebourne Aufführung |

### Aufführungen 1952 bis 1963, unter der Ägide von Vittorio Gui
| Year | Oper                             | Composer | Besetzung | Dirigent                         | Regisseur                                         | Bühnenbildner/Kostüme                             |
| ---- | -------------------------------- | --- | --- | -------------------------------- | ------------------------------------------------- | ------------------------------------------------- |
| 1952 | Idomeneo                         | Mozart | Richard Lewis (Idomeneo), Léopold Simoneau (Idamante), Sena Jurinac (Ilia), Maria Kinasiewicz (Electra)                                                                                   | John Pritchard                   | Wiederaufführung der 1951 Produktion              | Wiederaufführung der 1951 Produktion              |
| 1952 | La Cerentola                     | Rossini | Marina de Gabarain (Cenerentola), Juan Oncina (Ramiro), Sesto Bruscantini (Dandini), Ian Wallace (Don Magnifico)                                                                          | Vittorio Gui                     | Carl Ebert                                        | Oliver Messel                                     |
| 1952 | Così fan tutte                   | Mozart | Sena Jurinac (Fiordiligi), Anna Pollak (Dorabella), Richard Lewis (Ferrando), Sesto Bruscantini (Guglielmo), Alda Noni (Despina), Dezsö Ernster (Don Alfonso)                             | Vittorio Gui                     | Wiederaufführung der 1948 Produktion              | Wiederaufführung der 1948 Produktion              |
| 1952 | Macbeth                          | Verdi | Marko Rothmüller (Macbeth), Dorothy Dow (Lady Macbeth), James Johnston (Macduff) | Vittorio Gui                     | Wiederaufführung der 1938 Produktion              | Wiederaufführung der 1938 Produktion              |
| 1953 | Alceste                          | Gluck | Magda László (Alceste), Richard Lewis (Admète), Thomas Hemsley (Hercules) | Vittorio Gui                     | Carl Ebert                                        | Hugh Casson, Rosemary Vercoe                      |
| 1953 | La Cenerentola                   | Rossini | Marina de Gabarain (Cenerentola), Juan Oncina (Ramiro), Sesto Bruscantini (Dandini), Ian Wallace (Don Magnifico)                                                                          | Vittorio Gui                     | Wiederaufführung der 1952 Produktion              | Wiederaufführung der 1952 Produktion              |
| 1953 | Ariadne auf Naxos                | Strauss | Dorothy Dow (Ariadne), Mattiwilda Dobbs (Zerbinetta), Carlos Guichandut (Bacchus), Kurt Gester (Harlekin), Sena Jurinac (Composer)                                                        | John Pritchard                   | Carl Ebert                                        | Oliver Messel                                     |
| 1953 | Die Entführung aus dem Serail    | Mozart | Sári Barabás (Constanze), Helmut Krebs (Belmonte), Fritz Ollendorf (Osmin), Emmy Loose/April Cantelo (Blonde), Murray Dickie (Pedrillo)                                                   | Alfred Wallenstein               | Wiederaufführung der 1950 Produktion              | Wiederaufführung der 1950 Produktion              |
| 1953 | Così fan tutte                   | Mozart | Sena Jurinac/Rita McKerrow (Fiordiligi), Anna Pollak (Dorabella), Juan Oncina/Alexander Young (Ferrando), Geraint Evans (Guglielmo), Alda Noni (Despina), Sesto Bruscantini (Don Alfonso) | John Pritchard                   | Wiederaufführung der 1948 Produktion              | Wiederaufführung der 1948 Produktion              |
| 1953 | The Rake’s Progress              | Igor Stravinsky | Richard Lewis (Tom Rakewell), Elsie Morison (Anne), Jerome Hines (Nick Shadow), Nan Merriman (Baba the Turk)                                                                              | Alfred Wallenstein               | Carl Ebert                                        | Osbert Lancaster                                  |
| 1953 | Idomeneo                         | Mozart | Richard Lewis (Idomeneo), Helmut Krebs (Idamante), Sena Jurinac (Ilia), Jennifer Vyvyan (Electra)                                                                                         | John Pritchard                   | Wiederaufführung der 1951 Produktion              | Wiederaufführung der 1951 Produktion              |
| 1954 | Der Barbier von Sevilla          | Rossini | Sesto Bruscantini (Figaro), Graziella Sciutti (Rosina), Juan Oncina (Almaviva), Ian Wallace (Bartolo), Antonio Cassinelli (Basilio)                                                       | Vittorio Gui                     | Carl Ebert                                        | Oliver Messel                                     |
| 1954 | Alceste                          | Gluck | Magda László (Alceste), Richard Lewis (Admète), Thomas Hemsley (Hercules) | Vittorio Gui/Bryan Balkwill      | Wiederaufführung der 1953 Produktion              | Wiederaufführung der 1953 Produktion              |
| 1954 | Arlecchino oder Die Fenster      | Busoni | Kurt Gester (Arlecchino), Ian Wallace (Ser Matteo), Geraint Evans (Abbate), Fritz Ollendorf (Dottore), Murray Dickie (Leandro), Elaine Malbin (Colombina)                                 | John Pritchard                   | Peter Ebert                                       | Peter Rice                                        |
| 1954 | Ariadne auf Naxos                | Strauss | Lucine Amara (Ariadne), Mattiwilda Dobbs/Ilse Hollweg (Zerbinetta), Richard Lewis (Bacchus), Kurt Gester (Harlekin), Sena Jurinac (Komponist)                                             | John Pritchard                   | Wiederaufführung der 1953 Produktion              | Wiederaufführung der 1953 Produktion              |
| 1954 | Don Giovanni                     | Mozart | James Pease (Don Giovanni), Margaret Harshaw (Donna Anna), Sena Jurinac (Donna Elvira), Benno Kusche (Leporello), Léopold Simoneau (Don Ottavio)                                          | Georg Solti                      | Wiederaufführung der 1951 Produktion              | Wiederaufführung der 1951 Produktion              |
| 1954 | The Rake's Progress              | Igor Stravinsky | Richard Lewis (Tom Rakewell), Elsie Morison (Anne), Marko Rothmüller (Nick Shadow), Marina de Gabarain (Baba the Turk)                                                                    | Paul Sacher/Bryan Balkwill       | Wiederaufführung der 1953 Produktion              | Wiederaufführung der 1953 Produktion              |
| 1954 | Le comte Ory                     | Rossini | Juan Oncina (Ory), Sári Barabás (Adèle), Sesto Bruscantini (Raimbaud), Fernanda Cadoni (Isolier)                                                                                          | Vittorio Gui                     | Carl Ebert                                        | Olivier Messel                                    |
| 1954 | Ariadne auf Naxos                | Strauss | Lucine Amara (Ariadne), Mattiwilda Dobbs (Zerbinetta), Richard Lewis (Bacchus), Kurt Gester (Harlekin), Sena Jurinac (Composer)                                                           | John Pritchard                   | Wiederaufführung der 1953 Glyndebourne Produktion | Wiederaufführung der 1953 Glyndebourne Produktion |
| 1954 | Così fan tutte                   | Mozart | Sena Jurinac (Fiordiligi), Magda László (Dorabella), Juan Oncina/Richard Lewis (Ferrando), Geraint Evans (Guglielmo), Alda Noni (Despina), Sesto Bruscantini (Don Alfonso)                | Vittorio Gui/John Pritchard      | Carl Ebert                                        | Rolf Gérard, Rosemary Vercoe                      |
| 1954 | Die Geschichte des Soldaten      | Igor Stravinsky | Anthony Nicholls (Narrator), Terence Longdon (Soldier), Robert Helpmann (Devil), Moira Shearer (Princess)                                                                                 | Hans Schmidt-Isserstedt          | Günther Rennert                                   | Alfred Mahlau                                     |
| 1955 | Die Hochzeit des Figaro          | Mozart | Sesto Bruscantini (Figaro), Elena Rizzieri (Susanna), Franco Calabrese (Graf), Sena Jurinac (Gräfin), Frances Bible/Risë Stevens (Cherubino)                                              | Vittorio Gui                     | Carl Ebert                                        | Oliver Messel                                     |
| 1955 | Le comte Ory                     | Rossini | Juan Oncina (Ory), Sári Barabás (Adèle), Giuseppe Valdengo (Raimbaud), Fernanda Cadoni (Isolier)                                                                                          | Vittorio Gui                     | Wiederaufführung der 1954 Produktion              | Wiederaufführung der 1954 Produktion              |
| 1955 | Don Giovanni                     | Mozart | Giuseppe Valdengo (Don Giovanni), Sena Jurinac (Donna Anna), Lucina Amara (Donna Elvira), Geraint Evans (Leporello), Richard Lewis (Don Ottavio)                                          | John Pritchard                   | Wiederaufführung der 1951 Produktion              | Wiederaufführung der 1951 Produktion              |
| 1955 | Der Barbier von Sevilla          | Rossini | Sesto Bruscantini (Figaro), Gianna D'Angelo (Rosina), Juan Oncina (Almaviva), Ian Wallace (Bartolo), Cristiano Dalamangas (Basilio)                                                       | Vittorio Gui/Bryan Balkwill      | Wiederaufführung der 1954 Produktion              | Wiederaufführung der 1954 Produktion              |
| 1955 | The Rake's Progress              | Igor Stravinsky | Richard Lewis (Tom Rakewell), Elsie Morison (Anne), Marko Rothmüller (Nick Shadow), Marina de Gabarain (Baba the Turk)                                                                    | Paul Sacher                      | Wiederaufführung der 1953 Produktion              | Wiederaufführung der 1953 Produktion              |
| 1955 | Falstaff                         | Verdi | Fernando Corena (Falstaff), Anna Maria Rovere (Alice), Walter Monachesi (Ford), Oralia Dominguez (Mistress Quickly), Eugenia Ratti (Nannetta), Juan Oncina/Kevin Miller (Fenton)          | Carlo Maria Giulini              | Carl Ebert                                        | Osbert Lancaster                                  |
| 1955 | La forza del destino             | Verdi | Sena Jurinac (Leonora), David Poleri (Don Alvaro), Marko Rothmüller (Don Carlo), Hervey Alan (Padre Guardiano), Marina de Gabarain (Preziosilla), Ian Wallace (Fra Melitone)              | John Pritchard                   | Peter Ebert                                       | Leslie Hurry                                      |
| 1956 | Idomeneo                         | Mozart | Richard Lewis (Idomeneo), William McAlpine (Idamante), Elisabeth Grümmer (Ilia), Lucille Udovick (Electra)                                                                                | John Pritchard                   | Wiederaufführung der 1951 Produktion              | Wiederaufführung der 1951 Produktion              |
| 1956 | Die Entführung aus dem Serail    | Mozart | Mattiwilda Dobbs (Constanze), Ernst Haefliger (Belmonte), Arnold van Mill (Osmin), Lisa Otto (Blonde), Kevin Miller (Pedrillo)                                                            | Paul Sacher/Peter Gellhorn       | Carl Ebert                                        | Oliver Messel                                     |
| 1956 | Die Zauberflöte                  | Mozart | Ernst Haefliger (Tamino), Pilar Lorengar (Pamina), Geraint Evans (Papageno), Frederick Guthrie/Drago Bernardic (Sarastro), Mattiwilda Dobbs (Königin der Nacht)                           | Vittorio Gui                     | Carl Ebert                                        | Oliver Messel                                     |
| 1956 | Così fan tutte                   | Mozart | Sena Jurinac (Fiordiligi), Nan Merriman (Dorabella), Richard Lewis/Juan Oncina (Ferrando), Sesto Bruscantini (Guglielmo), Elena Rizzieri (Despina), Ivan Sardi (Don Alfonso)              | Vittorio Gui/John Pritchard      | Wiederaufführung der 1954 Produktion              | Wiederaufführung der 1954 Produktion              |
| 1956 | Don Giovanni                     | Mozart | Kim Borg (Don Giovanni), Sena Jurinac (Donna Anna), Elisabeth Lindermeier/Doreen Watts (Donna Elvira), Geraint Evans (Leporello), Richard Lewis (Don Ottavio)                             | John Pritchard/Bryan Balkwill    | Wiederaufführung der 1951 Produktion              | Wiederaufführung der 1951 Produktion              |
| 1956 | Die Hochzeit des Figaro          | Mozart | Sesto Bruscantini (Figaro), Elena Rizzieri (Susanna), Michel Roux (Graf), Elisabeth Grümmer/Joan Sutherland (Gräfin), Cora Canne-Meijer (Cherubino)                                       | Vittorio Gui/Maurits Sillem      | Wiederaufführung der 1955 Produktion              | Wiederaufführung der 1955 Produktion              |
| 1957 | Die Italienerin in Algier        | Rossini | Oralia Dominguez (Isabella), Juan Oncina (Lindoro), Paolo Montarsolo (Mustafa), Marcello Cortis (Taddeo)                                                                                  | Vittorio Gui                     | Peter Ebert                                       | Osbert Lancaster                                  |
| 1957 | Le comte Ory                     | Rossini | Juan Oncina (Ory), Sári Barabás (Adèle), Heinz Blankenburg (Raimbaud), Fernanda Cadoni (Isolier)                                                                                          | Vittorio Gui                     | Wiederaufführung der 1954 Produktion              | Wiederaufführung der 1954 Produktion              |
| 1957 | Der Schauspieldirektor \| Mozart | Joan Sutherland (Mme Herz), Naida Labay (Mme Silberklang), Alexander Young (Herr Herz), Gwyn Griffiths (Herr Buff) | Bryan Balkwill | Anthony Besch                    | Peter Rice                                        |                                                   |
| 1957 | Ariadne auf Naxos                | Strauss | Lucine Amara (Ariadne), Mimi Coertse/Sári Barabás (Zerbinetta), David Lloyd (Bacchus), Heinz Blankenburg (Harlekin), Elisabeth Söderström (Komponist)                                     | John Pritchard                   | Wiederaufführung der 1954 Produktion              | Wiederaufführung der 1954 Produktion              |
| 1957 | Falstaff                         | Verdi | Geraint Evans (Falstaff), Orietta Moscucci (Alice), Antonio Boyer (Ford), Oralia Dominguez (Mistress Quickly), Antonietta Pastori (Nannetta), Juan Oncina (Fenton)                        | Vittorio Gui                     | Wiederaufführung der 1955 Produktion              | Wiederaufführung der 1955 Produktion              |
| 1957 | Die Entführung aus dem Serail    | Mozart | Wilma Lipp (Constanze), Ernst Haefliger (Belmonte), Mihály Székely (Osmin), Rosl Schwaiger (Blonde), Kevin Miller (Pedrillo)                                                              | Paul Sacher                      | Wiederaufführung der 1956 Produktion              | Wiederaufführung der 1956 Produktion              |
| 1957 | Die Zauberflöte                  | Mozart | David Lloyd (Tamino), Pilar Lorengar (Pamina), Geraint Evans/Heinz Blankenburg (Papageno), Mihály Székely (Sarastro), Margareta Hallin (Königin der Nacht)                                | Paul Sacher/Peter Gellhorn       | Wiederaufführung der 1956 Produktion              | Wiederaufführung der 1956 Produktion              |
| 1958 | Falstaff                         | Verdi | Geraint Evans (Falstaff), Ilva Ligabue (Alice), Mario Borriello (Ford), Oralia Dominguez (Mistress Quickly), Graziella Sciutti (Nannetta), Juan Oncina (Fenton)                           | Vittorio Gui                     | Wiederaufführung der 1955 Produktion              | Wiederaufführung der 1955 Produktion              |
| 1958 | Alceste                          | Gluck | Consuelo Rubio (Alceste), Richard Lewis (Admète), Robert Massard (Hercules) | Vittorio Gui                     | Wiederaufführung der 1953 Produktion              | Wiederaufführung der 1953 Produktion              |
| 1958 | Die Hochzeit des Figaro          | Mozart | Geraint Evans (Figaro), Graziella Sciutti (Susanna), Michel Roux (Graf), Pilar Lorengar (Gräfin), Teresa Berganza (Cherubino)                                                             | Hans Schmidt-Isserstedt          | Wiederaufführung der 1955 Produktion              | Wiederaufführung der 1955 Produktion              |
| 1958 | The Rake's Progress              | Igor Stravinsky | Richard Lewis (Tom Rakewell), Elsie Morison (Anne), Otakar Kraus (Nick Shadow), Gloria Lane (Baba the Turk)                                                                               | Paul Sacher                      | Wiederaufführung der 1953 Produktion              | Wiederaufführung der 1953 Produktion              |
| 1958 | Le comte Ory                     | Rossini | Juan Oncina (Ory), Sári Barabás (Adèle), Heinz Blankenburg (Raimbaud), Fernanda Cadoni (Isolier)                                                                                          | John Pritchard                   | Wiederaufführung der 1954 Produktion              | Wiederaufführung der 1954 Produktion              |
| 1958 | Il segreto di Susanna            | Wolf-Ferrari | Mary Costa (Gräfin), Michel Roux (Gil) | John Pritchard                   | Peter Ebert                                       | Carl Toms                                         |
| 1958 | Ariadne auf Naxos                | Strauss | Lucine Amara (Ariadne), Rita Streich (Zerbinetta), Richard Lewis (Bacchus), Heinz Blankenburg (Harlekin), Helga Pilarczyk (Komponist)                                                     | John Pritchard                   | Wiederaufführung der 1954 Produktion              | Wiederaufführung der 1954 Produktion              |
| 1959 | Der Rosenkavalier                | Strauss | Régine Crespin (Feldmarschallin), Elisabeth Söderström (Oktavian), Anneliese Rothenberger (Sophie), Oscar Czerwenka (Ochs)                                                                | Leopold Ludwig                   | Carl Ebert                                        | Oliver Messel                                     |
| 1959 | Idomeneo                         | Mozart | Richard Lewis (Idomeneo), William McAlpine (Idamante), Sylvia Stahlman (Ilia), Angela Vercelli (Electra)                                                                                  | John Pritchard/Peter Gellhorn    | Wiederaufführung der 1951 Produktion              | Wiederaufführung der 1951 Produktion              |
| 1959 | Così fan tutte                   | Mozart | Ilva Ligabue (Fiordiligi), Gloria Lane (Dorabella), Juan Oncina (Ferrando), Geraint Evans (Guglielmo), Graziella Sciutti (Despina), Carlos Feller (Don Alfonso)                           | John Pritchard                   | Wiederaufführung der 1954 Produktion              | Wiederaufführung der 1954 Produktion              |
| 1959 | Fidelio                          | Beethoven | Gré Brouwenstijn (Leonore), Richard Lewis (Florestan), Kim Borg (Pizarro), Mihály Székely (Rocco)                                                                                         | Vittorio Gui                     | Günther Rennert                                   | Ita Maximowna                                     |
| 1959 | La Cenerentola                   | Rossini | Teresa Berganza/Anna Maria Rota (Cenerentola), Juan Oncina (Ramiro), Sesto Bruscantini (Dandini), Ian Wallace (Don Magnifico)                                                             | Vittorio Gui/Peter Gellhorn      | Wiederaufführung der Produktion 1952              | Wiederaufführung der Produktion 1952              |
| 1959 | Die Hochzeit des Figaro          | Mozart | Carlos Feller/Geraint Evans (Figaro), Elisabeth Söderström (Susanna), Michel Roux (Graf), Pilar Lorengar (Gräfin), Josephine Veasey (Cherubino)                                           | Peter Maag                       | Wiederaufführung der 1955 Produktion              | Wiederaufführung der 1955 Produktion              |
| 1960 | I Puritani                       | Bellini | Joan Sutherland (Elvira), Nicola Filacuridi (Arturo), Ernest Blanc (Riccardo), Giuseppe Modesti (Giorgio)                                                                                 | Vittorio Gui/Bryan Balkwill      | Franco Enriquez                                   | Desmond Heeley                                    |
| 1960 | Falstaff                         | Verdi | Geraint Evans (Falstaff), Ilva Ligabue (Alice), Sesto Bruscantini (Ford), Oralia Dominguez (Mistress Quickly), Mariella Adani (Nannetta), Juan Oncina (Fenton)                            | Vittorio Gui                     | Wiederaufführung der 1955 Produktion              | Wiederaufführung der 1955 Produktion              |
| 1960 | Der Rosenkavalier                | Strauss | Régine Crespin (Feldmarschallin), Regina Sarfaty (Oktavian), Anneliese Rothenberger (Sophie), Oscar Czerwenka (Ochs)                                                                      | Leopold Ludwig                   | Wiederaufführung der 1959 Produktion              | Wiederaufführung der 1959 Produktion              |
| 1960 | Don Giovanni                     | Mozart | Ernest Blanc (Don Giovanni), Joan Sutherland (Donna Anna), Ilva Ligabue (Donna Elvira), Geraint Evans/Sesto Bruscantini (Leporello), Richard Lewis (Don Ottavio)                          | John Pritchard/Peter Gellhorn    | Günther Rennert                                   | Ita Maximowna                                     |
| 1960 | Die Zauberflöte                  | Mozart | Richard Lewis (Tamino), Pilar Lorengar (Pamina), Geraint Evans (Papageno), Mihály Székely (Sarastro), Margareta Hallin (Königin der Nacht)                                                | Colin Davis                      | Wiederaufführung der 1956 Produktion              | Wiederaufführung der 1956 Produktion              |
| 1960 | La Cenerentola                   | Rossini | Anna Maria Rota (Cenerentola), Juan Oncina (Ramiro), Sesto Bruscantini (Dandini), Ian Wallace (Don Magnifico)                                                                             | John Pritchard/Peter Gellhorn    | Wiederaufführung der 1952 Produktion              | Wiederaufführung der 1952 Produktion              |
| 1960 | Il segreto di Susanna            | Wolf-Ferrari | Mariella Adani (Gräfin), Sesto Bruscantini (Gil) | John Pritchard                   | Wiederaufführung der 1958 Produktion              | Wiederaufführung der 1958 Produktion              |
| 1960 | La voix humaine                  | Poulenc | Denise Duval (Elle) | John Pritchard                   | Jean Cocteau                                      | Jean Cocteau                                      |
| 1960 | Arlecchino                       | Busoni | Heinz Blankenburg (Arlecchino), Ian Wallace (Ser Matteo), Gwyn Griffiths (Abbate), Carlos Feller (Dottore), Dermot Troy (Leandro), Helga Pilarczyk (Colombina)                            | John Pritchard                   | Wiederaufführung der 1954 Produktion              | Wiederaufführung der 1954 Produktion              |
| 1961 | L’elisir d’amore                 | Gaetano Donizetti                                                                                                  | Luigi Alva (Nemorino), Eugenia Ratti (Adina), Carlo Badioli (Dulcamara), Enzo Sordello (Belcore)                                                                                          | Carlo Felice Cillario            | Franco Zeffirelli                                 | Franco Zeffirelli                                 |
| 1961 | Die Entführung aus dem Serail    | Mozart | Mattiwilda Dobbs (Constanze), Heinz Hoppe (Belmonte), Mihály Székely/Michael Langdon (Osmin), Dorit Hanak (Blonde), Duncan Robertson (Pedrillo), Peter Gellhorn                           | Peter Ebert                      | Oliver Messel                                     |                                                   |
| 1961 | Fidelio                          | Beethoven | Gré Brouwenstijn (Leonore), Richard Lewis (Florestan), Herbert Fliether (Pizarro), Mihály Székely (Rocco)                                                                                 | Vittorio Gui                     | Wiederaufführung der 1959 Produktion              | Wiederaufführung der 1959 Produktion              |
| 1961 | Elegie für junge Liebende        | Henze | Carlos Alexander (Mittenhofer), André Turp (Toni), Elisabeth Söderström (Elizabeth) | John Pritchard/Hans Werner Henze | Günther Rennert                                   | Lila De Nobili                                    |
| 1961 | Don Giovanni                     | Mozart | György Melis (Don Giovanni), Gerda Scheyrer (Donna Anna), Ilva Ligabue (Donna Elvira), Geraint Evans (Leporello), Richard Lewis (Don Ottavio)                                             | John Pritchard/Peter Gellhorn    | Wiederaufführung der 1960 Produktion              | Wiederaufführung der 1960 Produktion              |
| 1961 | Der Barbier von Sevilla          | Rossini | Sesto Bruscantini (Figaro), Alberta Valentini (Rosina), Juan Oncina (Almaviva), Ian Wallace (Bartolo), Carlo Cava (Basilio)                                                               | Vittorio Gui                     | Wiederaufführung der 1954 Produktion              | Wiederaufführung der 1954 Produktion              |
| 1962 | Pelléas et Mélisande             | Debussy | Henri Gui (Pelléas), Denise Duval (Mélisande), Michel Roux (Golaud) | Vittorio Gui                     | Carl Ebert                                        | Beni Montresor                                    |
| 1962 | Die Hochzeit des Figaro          | Mozart | Heinz Blankenburg (Figaro), Mirella Freni (Susanna), Gabriel Bacquier (Graf), Leyla Gencer (Gräfin), Edith Mathis/Maureen Keetch (Cherubino)                                              | Silvio Varviso/John Pritchard    | Wiederaufführung der 1955 Produktion              | Wiederaufführung der 1955 Produktion              |
| 1962 | Così fan tutte                   | Mozart | Antigone Sgourda (Fiordiligi), Stafania Malagù (Dorabella), Loren Driscoll (Ferrando), Ingvar Wixell (Guglielmo), Reri Grist (Despina), Michel Roux (Don Alfonso)                         | John Pritchard                   | Carl Ebert                                        | Rolf Gérard/Bernard Nevill                        |
| 1962 | L’incoronazione di Poppea        | Monteverdi | Magda Laszlo (Poppea), Richard Lewis (Nerone), Frances Bible (Ottavia), Walter Alberti (Ottone), Lydia Marimpietri (Drusilla), Carlo Cava (Seneca)                                        | John Pritchard                   | Günther Rennert                                   | Hugh Casson/Conwy Evans                           |
| 1962 | Ariadne auf Naxos                | Strauss | Enriqueta Tarrés (Ariadne), Gianna d'Angelo/Reri Grist (Zerbinetta), Richard Lewis/William McAlpine (Bacchus), Heinz Blankenburg (Harlekin)                                               | Silvio Varviso                   | Wiederaufführung der 1950 Produktion              | Wiederaufführung der 1950 Produktion              |
| 1962 | L’elisir d’amore                 | Donizetti | Luigi Alva (Nemorino), Mirella Freni (Adina), Sesto Bruscantini (Dulcamara), Enzo Sordello (Belcore)                                                                                      | Carlo Felice Cillario            | Wiederaufführung der 1961 Produktion              | Wiederaufführung der 1961 Produktion              |
| 1963 | Capriccio                        | Strauss | Elisabeth Söderström (Gräfin), Horst Wilhelm (Flamand), Raymond Wolansky (Olivier), Benno Kusche (La Roche), Tom Krause (Graf), Soňa Červená (Clairon)                                    | John Pritchard/Bryan Balkwill    | Günther Rennert                                   | Dennis Lennon/Anthony Powell                      |
| 1963 | Fidelio                          | Beethoven | Gré Brouwenstijn (Leonore), Richard Lewis (Florestan), Herbert Fliether (Pizarro), Victor de Narké (Rocco)                                                                                | Bryan Balkwill                   | Wiederaufführung der 1959 Produktion              | Wiederaufführung der 1959 Produktion              |
| 1963 | Pelléas et Mélisande             | Claude Debussy | Hans Wilbrink (Pelléas), Denise Duval (Mélisande), Michel Roux (Golaud) | Vittorio Gui                     | Wiederaufführung der 1962 Produktion              | Wiederaufführung der 1962 Produktion              |
| 1963 | Die Hochzeit des Figaro          | Mozart | Heinz Blankenburg (Figaro), Liliane Berton (Susanna), Michel Roux (Graf), Leyla Gencer (Gräfin), Edith Mathis (Cherubino)                                                                 | Silvio Varviso/Myer Fredman      | Wiederaufführung der 1955 Produktion              | Wiederaufführung der 1955 Produktion              |
| 1963 | The Rake's Progress              | Stravinsky | Richard Lewis (Tom Rakewell), Heather Harper (Anne), Delme Bryn Jones/Hermann Uhde (Nick Shadow), Gloria Lane (Baba the Turk)                                                             | Paul Sacher                      | Wiederaufführung der 1953 Produktion              | Wiederaufführung der 1953 Produktion              |
| 1963 | L'incoronazione di Poppea        | Monteverdi | Magda Laszlo (Poppea), Richard Lewis (Nerone), Frances Bible (Ottavia), Walter Alberti (Ottone), Lydia Marimpietri (Drusilla), Carlo Cava (Seneca)                                        | John Pritchard                   | Wiederaufführung der 1962 Produktion              | Wiederaufführung der 1962 Produktion              |
| 1963 | Die Zauberflöte                  | Mozart | Ragnar Ulfung (Tamino), Judith Raskin (Pamina), Heinz Blankenberg (Papageno), Carlo Cava (Sarastro), Claudine Arnaud (Königin der Nacht)                                                  | Vittorio Gui                     | Franco Enriquez                                   | Emanuele Luzzati                                  |

## Glyndebourne nach der Wiedereröffnung 1994
Genau 60 Jahre nach der Ersteröffnung wurde das Festival nach den Umbaumaßnahmen am 28. Mai 1994 mit Mozarts Le nozze di figaro unter der musikalischen Leitung von Bernard Haitink in einer Inszenierung von Stephen Medcalf wiedereröffnet. Im selben Jahr erklangen auf dem Festival unter anderem die Werke Don Giovanni von Mozart, Peter Grimes von Benjamin Britten, Eugen Onegin von Pjotr Iljitsch Tschaikowski sowie The Rake's Progress von Igor Strawinsky.
2003 erklang zum ersten Mal eine Wagner-Oper im Rahmen der Festspiele, nämlich Tristan und Isolde in einer Inszenierung von Nikolaus Lehnhoff und dirigiert von Jiří Bělohlávek. Diese Produktion wurde 2007 und 2009 wiederholt. 2011 wurden Die Meistersinger von Nürnberg aufgeführt.

## Musikdirektoren
- Fritz Busch, 1934–1951.
- Vittorio Gui, 1952–1963.
- John Pritchard, 1964–1977.
- Bernard Haitink, 1978–1988.
- Andrew Davis, 1989–2000.
- Wladimir Jurowski, 2001–2013.
- Robin Ticciati, seit 2014.

## CD-Label
Im Jahre 2008 gründete Glyndebourne sein eigenes CD-Label in der Absicht, die wertvollen Aufnahmen aus dem Archiv herauszugeben. Die Archiv-Aufnahmen wurden von 1960 bis 2008 von John Barnes finanziert und durchgeführt. Alle Vorstellungen werden heute weiterhin mitgeschnitten. Jedes Jahr erscheinen vier Opern auf CD in luxuriöser Aufmachung. Es handelt sich stets um Live-Aufnahmen von heute und gestern, die von der internationalen Presse hoch gelobt werden.

## „Glyndebourne on Tour“
Ab 1968 wurden Produktionen außerhalb von Glyndebourne realisiert. Dieses Gastspiel-Ensemble tourte unter dem Label Glyndebourne Touring Opera und wurde 2003 in Glyndebourne on Tour umbenannt.
Neuproduktionen
- 1989: Death in Venice von Benjamin Britten, Regie Stephen Lawless
- 2000: La Bohème von Giacomo Puccini, Regie David McVicar
- 2006:  The Turn of the Screw von Benjamin Britten, Regie Jonathan Kent
- 2011: Don Pasquale von Gaetano Donizetti, Regie Jonathan Miller[25]

## Auszeichnung
- 2016: International Opera Award, Festival of the Year